# Jewhenija Własowa
Jewhenija Ołeksandriwna Własowa (ukr. Євгенія Олександрівна Власова, ros. Евгения Александровна Власова; ur. 8 kwietnia 1978 w Kijowie) – ukraińska piosenkarka.
Własowa po raz pierwszy zaprezentowała się przed szerszą publicznością występując na festiwalu Słowiański Bazar w Witebsku. Została laureatką, śpiewając piosenki Wołodymyra Iwasiuka Syzokryłyj ptach oraz Ne zabuwaj, która jest uważana za jej pierwszy przebój. W listopadzie 1998 roku Własowa pojechała do włoskiego miasteczka Rimini na międzynarodowy konkurs „Regina della Canzone” w Rimini z piosenką Muzyka – dusza moja (Музика – душа моя).
Własowa została laureatką dorocznego festiwalu "Pisnia roku" w Kijowie w 1997 i 1998 roku. W 1998 Własowa dostała też pierwszą nagrodę na Ogólnoukraińskim Otwartym Rankingu Popularności „Zołota fortuna” w nominacji „Nadzieja XXI wieku”. Najbardziej znaną jej piosenką była Ne zabuwaj.
W 1999 dziewczyna napisała piosenkę Wiatr Nadziei. Wówczas producentem Własowej został Dmytro Kostiuk.
Płyta Wiatr Nadziei rozeszła się w listopadzie 2001 roku w ponad stu tysięcznym nakładzie.
W 2005 roku, po przerwie, Jewhenija Własowa powróciła na scenę. Zafascynowana Andru Donaldsem, zaproponowała mu współpracę. Największe przeboje tego duetu to Wind of hope i Limbo.
W 2007 Własowa brała udział w ukraińskich preselekcjach do Konkursu Piosenki Eurowizji, zajmując z piosenką "I will be" drugie miejsce.

## Dyskografia

### Albumy studyjne
- 2002 Wietier nadieżdy (Ветер надежды)
- 2006 Wind of hope (EN)
- 2008 Синергия

### Single

#### 2001
- Ветер надежды (single wersja)

#### 2002
- Я – живая река
- Сон
- Зима
- Нарисую
- О тебе
- Диско
- Ветер надежды
- Там, где любовь
- Северное сияние
- Красное солнце
- Hе забувай

#### 2006
- Cry in the night
- My wonderland
- Love is a crazy game
- Only you
- Limbo (ft. Andru Donalds)
- River of life
- (I'm not your) One night lover
- Northern lights
- Gonna be stronger
- Wind of hope
- Limbo (remix)

#### 2008
- На краю небес
- На двоих сердце одно...
- Лавина любви
- Нет, я не боюсь
- Отношения
- Полетим в небо
- В каждом биении
- Планета №2
- Сердце
- Убегаю
- Шоу-тайм
- Шоу-тайм (Remix)

#### 2011
- Я мечта

#### 2013
- Киев-Одесса

#### 2014
- Танцуй

#### 2015
- Новый Год

- Мы не судьба (single wersja)